# Chlorops lutheri
Chlorops lutheri är en tvåvingeart som beskrevs av Frey 1917. Chlorops lutheri ingår i släktet Chlorops och familjen fritflugor.
Artens utbredningsområde är Sri Lanka. Inga underarter finns listade i Catalogue of Life.